# La Mulatière
La Mulatière est une commune française située dans la métropole de Lyon, en région Auvergne-Rhône-Alpes.

## Géographie

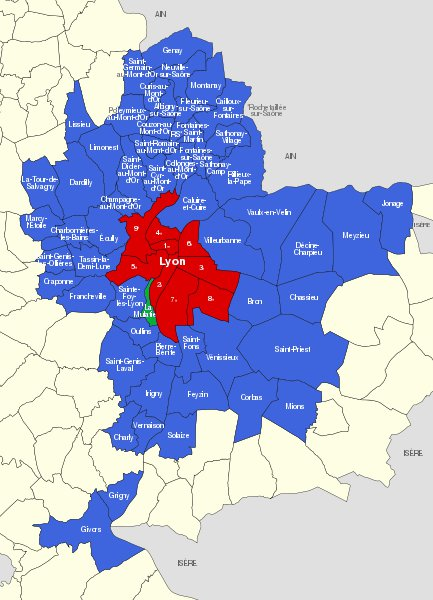
Territoire en vert sur la carte.

Au confluent du Rhône et de la Saône, la commune s'étage de son point le plus haut à 248,85 m  au chemin du Grand Roule à son point le plus bas à  162,80 m au carrefour des rues Gabriel-Péri et Barbots. La superficie est de 184 hectares, dont 43 de surface fluviale.
La commune est située sur le flanc est et sud-est de la colline de Sainte-Foy. Le territoire de la commune est fin et long au Nord puis s'élargit au Sud. On peut distinguer trois types de relief et d'environnement caractéristiques :
- Le Coteau : situé dans la partie Nord, c'est le flanc de colline le plus abrupt qui plonge directement dans la Saône par son versant Est. Le Coteau comprend le quartier des Étroits et balme de Fontanières. Le Coteau était autrefois planté de vignes.
- La Saulaie : située dans la partie Sud-Est, est un ancien brotteau, une plaine alluvionnaire qui recevait régulièrement les crues du fleuve. La Saulaie est située entre deux confluences, celle de la Saône avec le Rhône au Nord, et celle de l'Yzeron avec le Rhône au Sud.
- Le Roule : situé dans la partie Sud, est le versant aux pentes douces et ensoleillées de la colline s'étageant au-dessus de la Saulaie.

### Voies de communication et transports

#### Autoroute
L'autoroute A7, avec un échangeur au niveau du Pont de La Mulatière, est construite en 1965. Elle longe le Rhône et la Saône à leur confluent. Elle est aujourd'hui déclassée.

#### Transports en commun
Les transports en commun lyonnais (TCL) couvrent la majeure partie de la commune avec sept lignes de bus la traversant et offrant une connexion avec les villes voisines :
- C7 : ligne majeure de bus à service renforcé reliant la gare de la Part-Dieu à l'Hôpital Lyon Sud. Elle est connectée aux gares SNCF de Lyon Part-Dieu et de Lyon Jean Macé. Les connexions avec la ligne de métro B s'établissent à cinq endroits, la première à Gare Part-Dieu, la seconde à Jean Macé, la troisième à Place Jean Jaurès, la quatrième à Oullins-Centre et la cinquième à Saint-Genis-Laval Hôpital Lyon Sud. La connexion avec la ligne de métro D s'établit quant à elle à la station Garibaldi. On peut noter également des connexions à la ligne de tramway T1 à Gare Part-Dieu et au Musée des Confluences, et à la ligne de tramway T2 à Jean Macé.
- C10 : ligne majeure de bus à service renforcé reliant la place Bellecour à Saint-Genis-Laval (quartier des Barolles) et à Brignais. Elle est connectée aux lignes de métro A et D à la station Bellecour, à la ligne de métro B à la station Oullins-Centre et à la ligne de tramway T1 à la station Musée des Confluences.
- 6 : ligne complémentaire de bus reliant Sainte-Foy-lès-Lyon (place Saint-Luc) à Gare d'Oullins. Elle est connectée au réseau ferroviaire par la gare d'Oullins. La ligne est aussi connectée au métro B en gare d'Oullins.
- 8 : ligne complémentaire de bus reliant Perrache à Oullins Clément Désormes. Il s'agit de la ligne de bus desservant le plus d'arrêts sur la commune de La Mulatière. Elle est connectée à Perrache avec la gare SNCF, la ligne de métro A et les lignes de tramway T1 et T2.
- 15 : ligne complémentaire de bus reliant Bellecour à Irigny (quartier Hauts de Selettes). La ligne dessert la gare SNCF d'Oullins. Elle est connectée aux lignes de métro A et D à la station Bellecour, et à la ligne de métro B à la station Gare d'Oullins. Cette ligne de bus est également connectée au tramway T1 au Musée des Confluences.
- 63 : ligne complémentaire de bus reliant Perrache à Oullins (quartier le Golf). Elle est connectée à Perrache avec la gare SNCF, la ligne de métro A et les lignes de tramway T1 et T2. La ligne 63 est connectée également au tramway T1 à Place des Archives, à l'Hôtel de Région-Montrochet, et au Musée des Confluences.
- La ligne de tramway T1 est quant à elle reliée au Musée des Confluences.

La ligne 120 du réseau cars du Rhône dessert également la commune avec 2 arrêts (Bastéro Aquarium et Pont de la Mulatière). Cette ligne relie Lyon Perrache à la gare de Givors-Ville, les titres de transport TCL sont acceptés sur les communes de Givors, Grigny, Saint-Genis-Laval, Oullins-Pierre-Bénite et Lyon.

#### Transport fluvial
Gérés par VNF (Voies Navigables de France), la Saône et le Rhône sont navigables à La Mulatière par des gabarits d'un tirant d'eau maximal de 130 m (jusqu'à 5 000 t).

### Index des noms de quartiers
- Bastéro (la)
- Cadière (la)
- Chassagnes (les)
- Chênaie (la)
- Confluent (le)
- Étroits (les)
- Pins (les)
- Pivort (le)
- Roule (le)
- Bocage (le)

### Climat
Pour des articles plus généraux, voir Climat d'Auvergne-Rhône-Alpes et Climat du Rhône.
En 2010, le climat de la commune est de type climat du Bassin du Sud-Ouest, selon une étude du Centre national de la recherche scientifique s'appuyant sur une série de données couvrant la période 1971-2000. En 2020, Météo-France publie une typologie des climats de la France métropolitaine dans laquelle la commune est dans une zone de transition entre le climat semi-continental et le climat de montagne et est dans la région climatique  Nord-est du Massif Central, caractérisée par une pluviométrie annuelle de 800 à 1 200 mm, bien répartie dans l’année. 
Pour la période 1971-2000, la température annuelle moyenne est de 12,2 °C, avec une amplitude thermique annuelle de 18,2 °C. Le cumul annuel moyen de précipitations est de 797 mm, avec 9,2 jours de précipitations en janvier et 6,2 jours en juillet. Pour la période 1991-2020, la température moyenne annuelle observée sur la station météorologique de Météo-France la plus proche, « Saint-Genis-Laval », sur la commune de Saint-Genis-Laval à 4 km à vol d'oiseau, est de 12,8 °C et le cumul annuel moyen de précipitations est de 782,6 mm,. Pour l'avenir, les paramètres climatiques de la commune estimés pour 2050 selon différents scénarios d'émission de gaz à effet de serre sont consultables sur un site dédié publié par Météo-France en novembre 2022.
| Mois                                  | jan.             | fév.             | mars           | avril           | mai             | juin           | jui.           | août           | sep.            | oct.            | nov.            | déc.             | année      |
| ------------------------------------- | ---------------- | ---------------- | -------------- | --------------- | --------------- | -------------- | -------------- | -------------- | --------------- | --------------- | --------------- | ---------------- | ---------- |
| Température minimale moyenne (°C)     | 1                | 1,3              | 4,2            | 6,9             | 10,7            | 14,3           | 16,3           | 16             | 12,4            | 9,2             | 4,6             | 1,7              | 8,2        |
| Température moyenne (°C)              | 3,9              | 5                | 9              | 12,2            | 16              | 20             | 22,3           | 22             | 17,7            | 13,3            | 7,8             | 4,5              | 12,8       |
| Température maximale moyenne (°C)     | 6,9              | 8,7              | 13,7           | 17,4            | 21,4            | 25,7           | 28,2           | 28,1           | 22,9            | 17,3            | 10,9            | 7,3              | 17,4       |
| Record de froid (°C) date du record   | −19,3 17.01.1893 | −18,4 04.02.1917 | −10,6 01.03.05 | −3,8 08.04.03   | −0,3 04.05.1941 | 0,2 10.06.1967 | 5,8 08.07.1954 | 6,5 31.08.1940 | 0 04.09.1917    | −4,7 27.10.1887 | −9,5 28.11.1915 | −17,3 22.12.1938 | −19,3 1893 |
| Record de chaleur (°C) date du record | 19,4 30.01.13    | 22,5 15.02.1958  | 25,7 31.03.21  | 29,7 19.04.1949 | 34,7 24.05.09   | 38,7 22.06.03  | 40,2 31.07.20  | 41,5 13.08.03  | 36,7 05.09.1949 | 29,7 02.10.23   | 22,8 07.11.1955 | 19,2 03.12.1961  | 41,5 2003  |
| Précipitations (mm)                   | 48,1             | 36,7             | 46,5           | 67,7            | 75              | 67,5           | 64,8           | 63,2           | 79,8            | 94,5            | 90,1            | 48,7             | 782,6      |

## Urbanisme

### Typologie
Au 1er janvier 2024, La Mulatière est catégorisée grand centre urbain, selon la nouvelle grille communale de densité à sept niveaux définie par l'Insee en 2022.
Elle appartient à l'unité urbaine de Lyon, une agglomération inter-départementale regroupant 123  communes, dont elle est une commune de la banlieue,,. Par ailleurs la commune fait partie de l'aire d'attraction de Lyon, dont elle est une commune du pôle principal,. Cette aire, qui regroupe 397 communes, est catégorisée dans les aires de 700 000 habitants ou plus (hors Paris),.

### Occupation des sols
L'occupation des sols de la commune, telle qu'elle ressort de la base de données européenne d’occupation biophysique des sols Corine Land Cover (CLC), est marquée par l'importance des territoires artificialisés (77 % en 2018), une proportion identique à celle de 1990 (77 %). La répartition détaillée en 2018 est la suivante : 
zones urbanisées (62,4 %), eaux continentales (23 %), zones industrielles ou commerciales et réseaux de communication (14,7 %). L'évolution de l’occupation des sols de la commune et de ses infrastructures peut être observée sur les différentes représentations cartographiques du territoire : la carte de Cassini (XVIIIe siècle), la carte d'état-major (1820-1866) et les cartes ou photos aériennes de l'IGN pour la période actuelle (1950 à aujourd'hui).

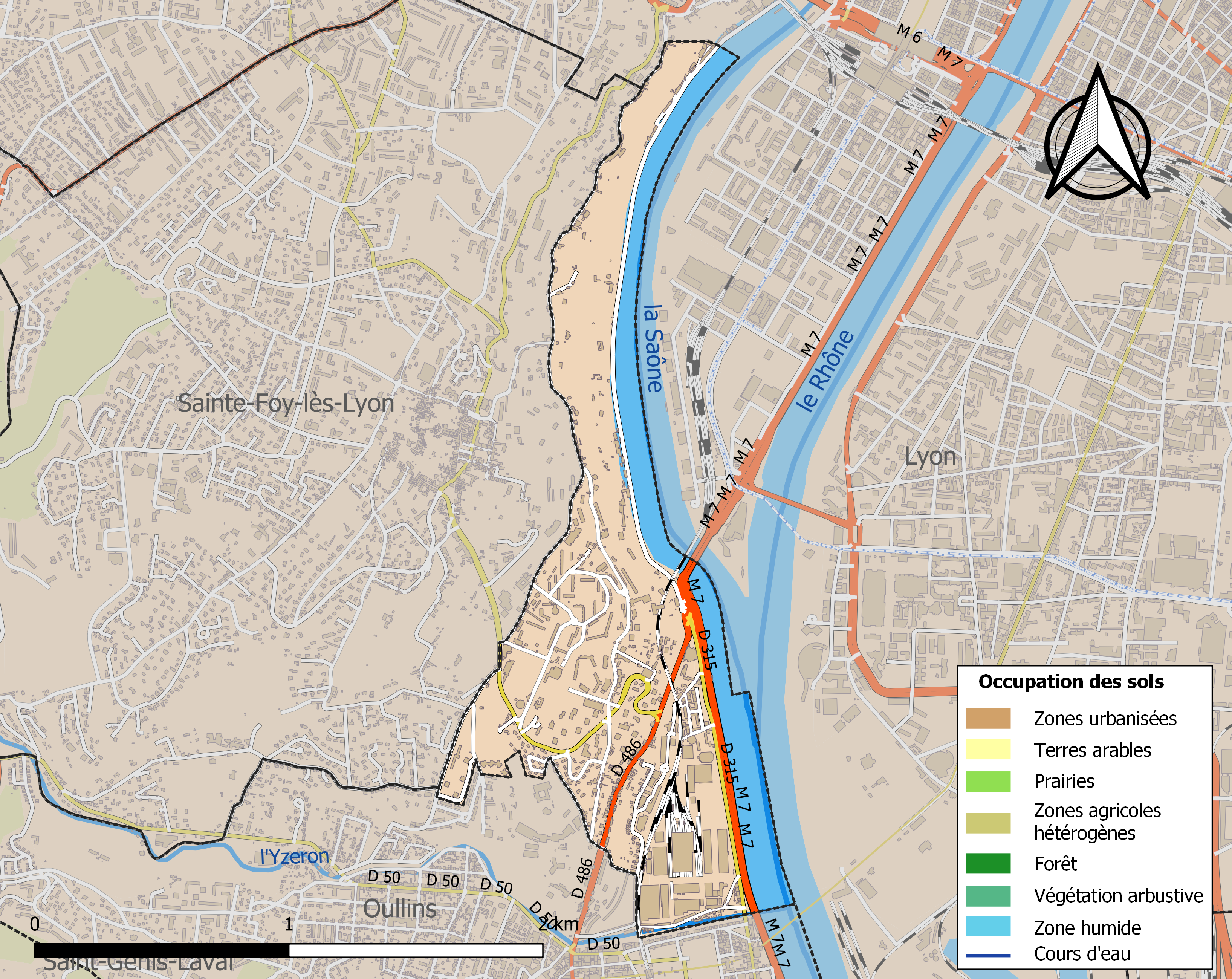
Carte des infrastructures et de l'occupation des sols de la commune en 2018 (CLC).

## Histoire

### Antiquité
Sous l'Antiquité, le site était traversé par la voie romaine dite de la Narbonnaise qui reliait Lugdunum (Lyon) à Arelate (Arles). Cette voie romaine, pour sa partie mulatine, se situe à l'emplacement de l'actuel chemin des Fontanières. Le site était un ancien quartier résidentiel romain.

### Moyen Âge tardif
Le nom de La Mulatière viendrait d'un magistrat lyonnais, Clément Mulat, Consul de Lyon en 1479 - 1480 puis en 1483, qui a donné son nom à une grange, domaine situé entre le chemin des Fontanières et le quai Jean-Jacques Rousseau. À cette époque (et jusqu'au XIXe siècle) le site était bâti de résidences de la bourgeoisie lyonnaise. Le coteau était alors planté de vignes.

### Époque moderne
La terre de La Mulatière, qui n'a jamais eu le titre de fief, a été achetée par François de Musino en 1585 avant d'être donnée par alliance à Claude-François Fournier au début du XVIIe siècle. Jacques Fontanier en prend possession quelques années plus tard avant de la donner aux Jésuites du Petit-Collège en 1692.
L'appellation Mulatière se rencontre diversement au XVIIIe siècle, notamment dans les expressions les Saulées de la Mulatière et le Port de la Mulatière, propriété des Jésuites.
La Mulatière est indirectement connue grâce à Jean-Jacques Rousseau qui passa une nuit à la belle étoile sur les berges de la Saône en 1732. La commune lui rendra hommage plus tard en nommant ses berges de Saône quai Jean-Jacques Rousseau.
La carte de Cassini datant de la fin du XVIIIe siècle mentionne des moulins à eau à la Quarantaine au Nord sur la rive de Saône (actuel quartier des Étroits à cheval sur Lyon), une maison à Fontanières au centre, le Port la Mulatière sur la rive du Rhône, et une maison au lieu-dit les Chassagnes sur la rive de l'Yzeron.
Un premier pont en pierre est ouvert dans la continuité de la chaussée de Perrache entre Lyon et La Mulatière en décembre 1782. Il est emporté par une crue l'hiver suivant. Il est reconstruit en bois en 1792.

### Époque contemporaine

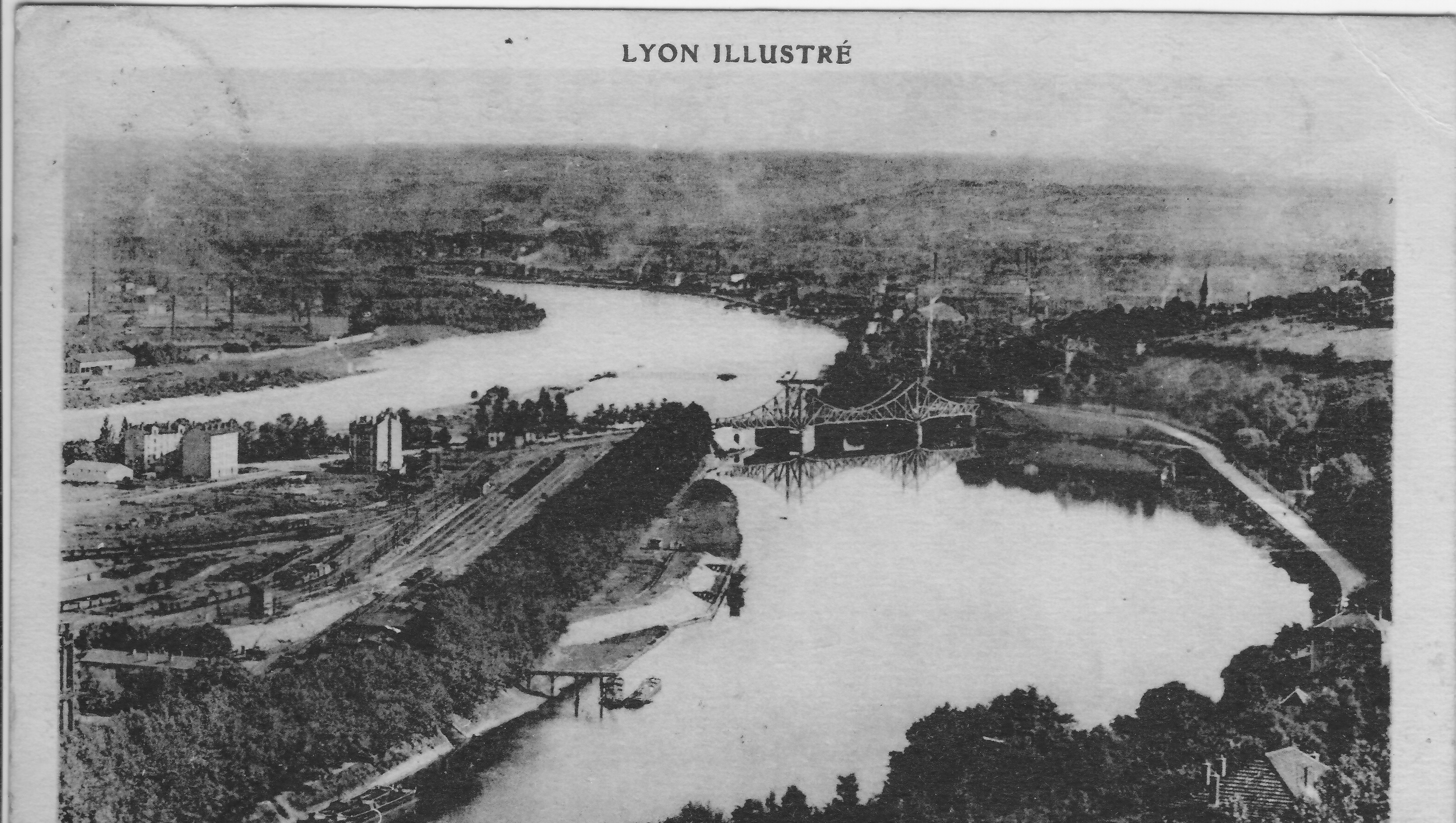
Le pont de la Mulatière au début du XXe siècle

En 1825, La Mulatière alors devenu « hameau » comptait environ 900 habitants.
Le 1er octobre 1830, un nouveau pont-rail entre Lyon et Saint-Étienne est ouvert à la circulation. Le 3 avril, 1832, la Compagnie du chemin de fer ouvre la ligne qui relie Lyon à Givors, puis Lyon à Saint-Étienne le 1er octobre de la même année. Cette évolution notable des transports profitera à La Mulatière et contribuera à son essor industriel.
Une chapelle du nom de Sainte-Marie de l'Assomption est construite en 1835 pour compenser l'éloignement géographique de la paroisse de rattachement de Sainte-Foy-lès-Lyon. Puis, en 1839, cette chapelle est érigée en paroisse succursale. Vers 1850, la population du hameau comptant 1 500 habitants, et l'église deviens alors trop exiguë. Une nouvelle église plus grande fut construite de 1860 à 1863, l'église Sainte-Marie de l'Assomption.
Les ateliers de métrologie Catenot-Béranger arrivent en 1857 et deviendront l'usine Trayvou à partir de 1877. En 1911, on dénombrait 350 ouvriers produisant chaque année 9 000 balances, 3 800 bascules et plus de 200 ponts à bascules pour voitures ordinaires. L'usine exista jusqu'en 1993.
La verrerie Bovagnet s'installe dès 1860 sur le site de La Mulatière qui deviendra Mulaty jusqu'en 1931.
À la suite d'un désaccord au sein de la commune de Sainte-Foy-lès-Lyon entre le bourg historique et le quartier de La Mulatière (plus peuplé), il en résulta la création de la commune de La Mulatière le 27 juin 1885.
En 1916, l'actuel pont ferroviaire de la Mulatière est mis en service. Le pont construit au milieu du XIXe siècle est réservé à la circulation routière. Ce dernier est reconstruit en 1936. Les deux ponts sont endommagés en 1944 lors de la retraite de l'armée allemande. Ils sont remis en service en 1946. Le pont routier est reconstruit en 1966 et doublé par un nouvel ouvrage en 1972 quand les quais du Rhône sont transformés en autoroute.
Le lycée Assomption s'implante dans l'ancienne demeure bourgeoise de Bellevue en 1919, il est tenue par des religieuses jusqu'en 1976.
Entre 1950 et 1960, le nouveau quartier du Roule sort de terre avec des logements modernes et à loyers modérés.
La Mulatière intègre la Communauté Urbaine de Lyon (Courly) le 1er janvier 1969, qui deviendra le Grand Lyon.
En 1970, une nouvelle église conçue par l'architecte Émile Agniel est construite sur le nouveau quartier du Roule, Notre-Dame du Roule. L'église Sainte-Marie de l'Assomption, devenue trop vétuste, est alors abandonnée, puis démolie en 1978.
C'est en 1989 que s'ouvre au public le jardin de La Bonne Maison.
En mars 2002, le maire de la commune, Guy Barret, remporte le concours Salut La France animé par Jean-Pierre Pernaut et Laurence Boccolini sur TF1.
Le Grand Lyon disparaît le 1er janvier 2015, laissant la place à la collectivité territoriale de la Métropole de Lyon. La commune quitte ainsi le département du Rhône.

## Politique et administration

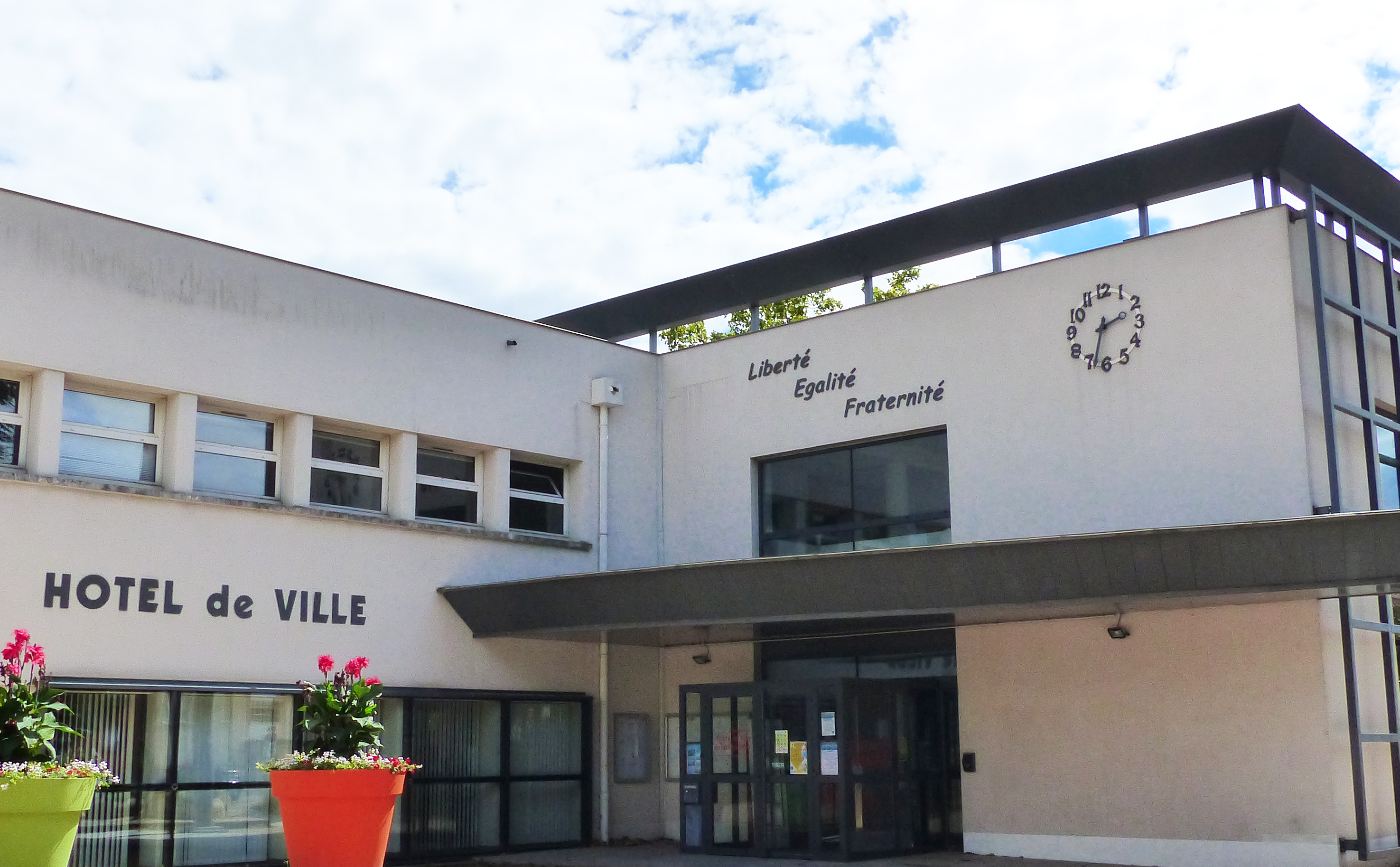
Mairie de La Mulatière.

## Population et société

### Démographie
L'évolution du nombre d'habitants est connue à travers les recensements de la population effectués dans la commune depuis 1886. Pour les communes de moins de 10 000 habitants, une enquête de recensement portant sur toute la population est réalisée tous les cinq ans, les populations de référence des années intermédiaires étant quant à elles estimées par interpolation ou extrapolation. Pour la commune, le premier recensement exhaustif entrant dans le cadre du nouveau dispositif a été réalisé en 2005.

En 2022, la commune comptait 6 554 habitants, en évolution de +3,7 % par rapport à 2016 (Rhône : +3,93 %, France hors Mayotte : +2,11 %).
| 1886  | 1891  | 1896  | 1901  | 1906  | 1911  | 1921  | 1926  | 1931  |
| ----- | ----- | ----- | ----- | ----- | ----- | ----- | ----- | ----- |
| 3 315 | 3 377 | 3 420 | 3 628 | 3 400 | 3 631 | 4 067 | 3 958 | 4 166 |

| 1936  | 1946  | 1954  | 1962  | 1968  | 1975  | 1982  | 1990  | 1999  |
| ----- | ----- | ----- | ----- | ----- | ----- | ----- | ----- | ----- |
| 3 674 | 3 937 | 4 401 | 7 588 | 8 073 | 7 886 | 7 716 | 7 296 | 6 733 |

| 2005  | 2006  | 2010  | 2015  | 2020  | 2022  | - | - | - |
| ----- | ----- | ----- | ----- | ----- | ----- | - | - | - |
| 6 567 | 6 580 | 6 480 | 6 260 | 6 617 | 6 554 | - | - | - |

La population de la commune est connue grâce aux recensements effectués depuis sa naissance en 1885, après sa séparation d'avec celle de Sainte-Foy-lès-Lyon.

### Enseignement
La Mulatière est située dans l'Académie de Lyon.

#### Enseignement Public
- École du Grand Cèdre : classe enfantine, maternelle et élémentaire.

#### Enseignement Privé
- École privée Notre-Dame du Confluent : maternelle et élémentaire.
- Assomption Bellevue : maternelle, élémentaire, collège, lycée et classes préparatoires.

### Manifestations culturelles et festivités
- Participation à la Biennale de la danse en 2010 et en 2012
- Participation aux manifestations qui commémorent le centenaire de Jean-Jacques Rousseau en 2012 et organisations de soirées littéraires consacrées à cet auteur
- Partenariat avec l'association C'est la faute à Rousseau pour publier le Guide promenade sur le Quai Jean-Jacques Rousseau (contacter la mairie)
- En 2012, 2013 et 2014 participations à La Semaine du son avec la réalisation d'ateliers de démonstration et de concerts de musique acousmatique
- Organisation de plusieurs conférences culturelles, comme celle consacrée à Pierre Victor Galtier en 2014 ( Mulatin précurseur du vaccin contre la rage)
- Organisation de conférences historiques
- Soutien à la publication d'ouvrages consacrés à la commune.

### Santé
La commune recense : quatre médecins, trois pharmacies, 10 infirmières, 5 kinésithérapeutes, 1 ORL, 1 orthodontiste, 3 orthophonistes, 1 ostéopathe, 1 pédicure/podologue, 1 psychologue, 1 sage femme, 1 énergéticienne/magnétiseuse et 1 spécialiste de la médecine traditionnelle chinoise.

### Social
Associations culturelles mulatines :
- ASCS : Association des centres sociaux et culturels.
- AGICL : Association Culturelle Irmaos Guerreiros Lyon.
- Cercle d'Argent.
- CEPHALO VINUM.
- C'EST LA FAUTE A ROUSSEAU.
- CJC : Club des Jeunes et de la Culture.
- Comité des fêtes.
- Ecole de Musique et de danse SESLM.
- JEUX DEMAIN.
- MUL'A'TERRE.
- LESF : Lumières, Etincelle, Solidarité, Femmes.
- OZEL ART.

### Sports
Depuis 1952, chaque premier week-end de décembre, La Mulatière est traversée par la "SaintéLyon", une course pédestre nocturne reliant les villes de Saint-Étienne à Lyon en passant par les Monts du Lyonnais.
La ville est équipée d'un bassin de joutes, sport pratiqué en compétition durant la période estivale.
Associations sportives mulatines emblématiques :
CASCOL : Club Athlétique Sportif des Cheminots d'Oullins et Lyon, section tir à La Mulatière.
CKLOM : Canoë Kayak Lyon Oullins La Mulatière.
ECM : Éclair du Confluent de La Mulatière, entente bouliste Sainte-Foy / La Mulatière.
FCRM : Football Club du Roule La Mulatière.
GCM : Gymnastique Club de La Mulatière.
SESLM : Société Éducative Sportive Laïque de La Mulatière avec 9 sections sportives : Aïkido, Aïki Taïso, Judo, Gymnastique d'entretien, Volley-ball, Badminton, Boules lyonnaises, Judo, Escalade, et Danse.
TCM : Tennis Club de La Mulatière.
UJSM : Union des Jouteurs Sauveteurs de La Mulatière avec 3 sections sportives : Joute, Natation, et Plongée.

## Économie

### Revenus de la population et fiscalité
En 2010, le revenu fiscal médian par ménage était de 26 636 €.

### Commerces
La ville dispose de quatre petits centres commerciaux principalement situés autour du centre-ville "le Roule" :
- Centre commercial de la Bastéro.
- Centre commercial du Pivort.
- Centre commercial du Roule-Navarre.
- Centre commercial du Roule-Saint-Exupéry.

En outre, un marché est présent au centre-ville sur la place Jean-Moulin les mardis et vendredis matin.

### Industrie
Deux sites économiques majeurs sont présents sur le territoire de La Mulatière sur 24 ha avec 1700 emplois (en 2013). Le plus important est le technicentre SNCF (ateliers Oullins-machine). Le second et voisin du premier est la zone d'activités économiques du Pras.

### Tourisme
L'Aquarium de Lyon constitue un pôle touristique régional important, il connait chaque année 160 000 visiteurs annuels qui viennent observer 5 000 spécimens répartis dans 47 aquariums.
La Bonne Maison est le second site touristique, de plus faible importance.

## Lieux et monuments

### Patrimoine ferroviaire
La commune est traversée par une ligne ferroviaire (ligne de Moret - Veneux-les-Sablons à Lyon-Perrache). On y trouve du nord au sud :
- le viaduc de La Mulatière conçu par l'ingénieur Maurice Koechlin et réalisé en quatre années de 1912 à 1916 ;
- le tunnel de La Mulatière percé en 1832 ;
- l'ancien technicentre industriel d'Oullins, situé sur la commune de La Mulatière et transféré à Vénissieux en 2019.

### Lieux de culte
- Catholique : église Notre Dame du Roule (ensemble paroissial Oullins Pierre-Bénite La Mulatière).
- Protestant évangélique : église chrétienne du Pras.

### Autres lieux

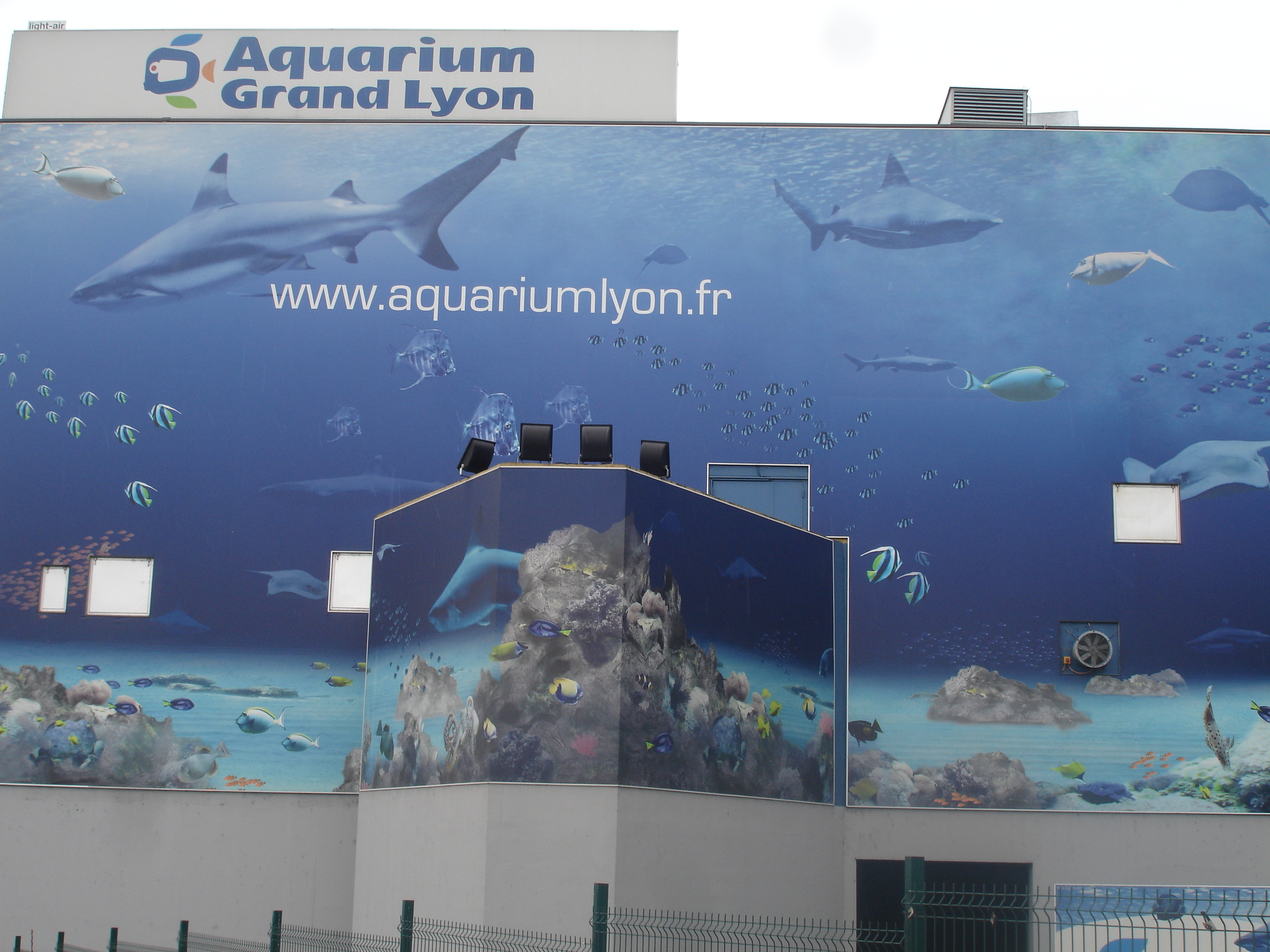
Aquarium du Grand Lyon mur est

La commune est le siège de l'Aquarium de Lyon situé dans le bas de la cité dans le quartier du Confluent (celui de l'ancienne mairie), le long du Rhône.
En remontant de l'Aquarium en direction de Sainte-Foy-lès-Lyon, on trouve un terrain d'aventures.
La Bonne Maison est un jardin privé de roses anciennes, bulbes, clématites, iris et pivoines. Il est classé deux étoiles au Guide Vert (Michelin).
Le Domaine de Bellerive (XVIIIe siècle et XIXe siècle) dont le parc avec ses installations hydrauliques, son pavillon, son escalier et son mur de clôture sont classés au patrimoine des monuments historiques est situé le long de la Saône sur le coteau de la colline de Sainte-Foy-lès-Lyon. Il s'agit d'un domaine privé.
Voisin du domaine de Bellerive, le "Petit Fontanière" fut la propriété de la famille Rougier qui lui donne son aspect actuel de 1859 à 1949. À partir de 1979, il est le siège de l'Unité nationale séricicole jusqu'à sa vente par le Conseil général du Rhône en 2011,,.
Une ancienne écluse située sur la Saône à sa confluence avec le Rhône est visible au niveau de l'ancienne mairie. Elle permettait aux embarcations de franchir le barrage de La Mulatière (situé sur la Saône) entre 1881 et 1966. À cette date, un nouveau barrage plus en aval fut mis en service sur le Rhône à Oullins-Pierre-Bénite, rendant celui de La Mulatière obsolète.
Le niveau du fleuve ayant monté, les quais de l'ancienne écluse furent rehaussés afin de devenir un bassin de joutes.

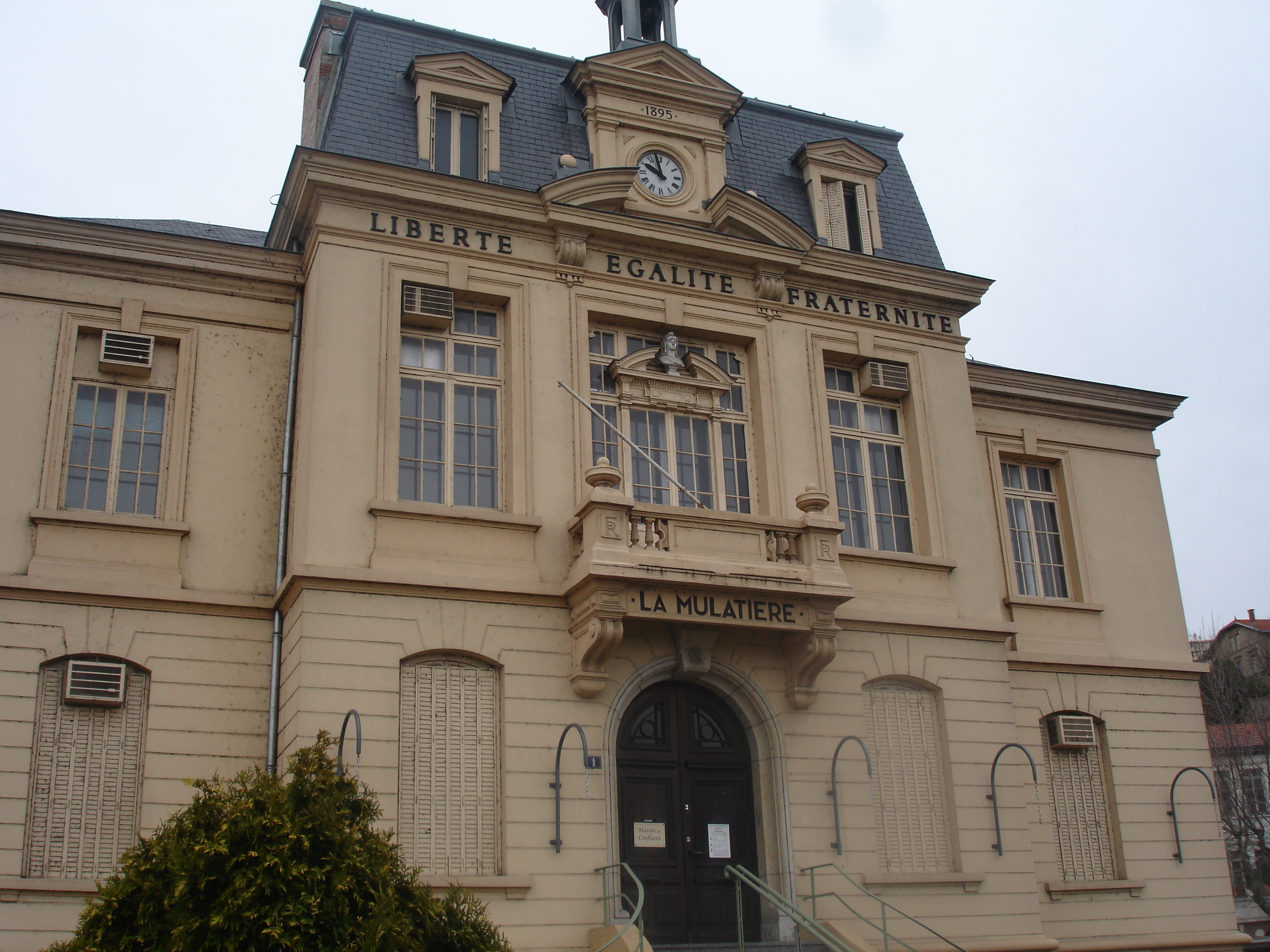
Maison du Confluent (ancienne mairie)

L'ancienne mairie (située en contrebas de l'aquarium) conçue en 1895 par l'architecte Henri Moncorger (1852-1930) Elle témoigne de l'architecture typique des mairies du XIXe siècle offrant une symétrie suivant l'axe vertical. Suivant cet axe vertical s'aligne de bas en haut l'escalier d'accès très accueillant et largement évasé à sa base menant à la porte d'entrée elle-même située sous le balcon du maire au-dessus duquel s'établit un cadran d'horloge dans la toiture à inclinaison quasi verticale coiffée d'un petit campanile. Ce bâtiment appartient à la ville et n'est plus utilisé comme mairie depuis l'an 2000.
Dans le quartier des Étroits (limitrophe avec Lyon 5e), se trouve l'ancienne école communale des Étroits datant de 1893 et implantée dans une ancienne auberge.
Près du centre-ville, on peut remarquer un petit observatoire astronomique qui fut un temps propriété de Pierre Victor Galtier.
Le Pavillon de la Céramique se situe dans le quartier du Roule et montre avec poésie et élégance deux allégories, la Soie et la Céramique.

Le long du chemin de Fontanières, se trouve un ancien séminaire des Salésiens de Don Bosco qui est dorénavant utilisé comme immeuble d'habitations.

## Personnalités liées à la commune
- "Mère Guy" (XVIIIe siècle) : sans doute la première "Mère" lyonnaise qui tenait une guinguette sur les berges de la Saône depuis 1759. Sa spécialité était la matelote d'anguilles. Cet établissement familial était devenu célèbre au milieu du XIXe siècle grâce aux deux petites filles de la fondatrice.
- Charles Gabriel Pravaz (1791-1853) : chirurgien orthopédiste français, il créa à La Mulatière en 1829 avec Jules Guérin une succursale de l'Institut orthopédique de Paris. Après une séparation d'avec Jules Guérin en 1835 Charles Gabriel Pravaz devient alors directeur de la première clinique orthopédique de France, l'Institut orthopédique et pneumatique de Lyon[47] situé à La Mulatière à l'emplacement de l'actuel Lycée Assomption Bellevue. Il était né à Pont-de-Beauvoisin en Isère en 1791 et décédé à Lyon en 1853.
- Pierre Victor Galtier (1846–1908) : il fut vétérinaire et professeur, titulaire pendant trente ans de la chaire de pathologie des maladies contagieuses, de la police sanitaire et de la législation commerciale et médicale à l’École vétérinaire de Lyon. Bien avant Louis Pasteur qui connaissait ses travaux, il mit au point un vaccin contre la rage. Il était né à Langogne le 15 octobre 1846 et décédé à La Mulatière le 24 avril 1908.
- Gilbert Rougier (1886-1937) : astrophysicien, directeur des observatoires de Bordeaux et du Pic du Midi, est né à La Mulatière le 12 septembre 1886 dans la propriété du "Petit Fontanière" et décédé à Floirac en Gironde le 10 mars 1947. Il était le frère d'Adrien Rougier, organiste, facteur d'orgue, chef d'orchestre et compositeur français. Il était également le cousin d'Octave Simon, agent secret français actif durant la Seconde Guerre mondiale.
- Philippe Danilo (1898-1984) : homme politique français, il fut maire de La Mulatière de 1947 à 1975 et député du Rhône de 1958 à 1973. Il était né à Les Fougerêts (Morbihan) en 1898 et décédé à La Mulatière en 1984.
- René Baumer (1906-1982)[48] : peintre et sculpteur, résistant et déporté. Il était né à La Mulatière en 1906 et s'installa à Vaulx-en-Velin en 1940 dont il a peint de nombreuses toiles[49].
- André Girard (1909-1993) : chef régional du réseau de résistance Alliance (1943-1944) et directeur administratif de la manufacture des tabacs de Lyon pendant plusieurs décennies ; décédé à La Mulatière le 4 juin 1993.

## Héraldique
| Blason de La Mulatière | Blason  | De gueules à une péniche d'argent voguant sur un fleuve ondé du même et d'azur, accompagné en chef d'une tête de mulet d'or. |
| Blason de La Mulatière | Détails | Le statut officiel du blason reste à déterminer.                                                                             |